# ワルシャワの悲劇 神父暗殺
『ワルシャワの悲劇　神父暗殺』（TO KILL A PRIEST）は、1988年に製作されたフランス合作のテレビ映画。監督はアニエスカ・ホランド。音楽はジョルジュ・ドルリューが担当。この映画は、ポーランドの共産主義政権下でのイエジ・ポピエウシュコ神父殺害に基づいた物語。クリストファー・ランバートが小説化版のポピエウシュコ神父を主演し、エド・ハリスが神父を暗殺する秘密警察指揮官を演ずる。日本未公開だが、VHSビデオが発売されている。

## キャスト
- アレック神父：クリストファー・ランバート
- ステファン：エド・ハリス
- 大佐：ジョス・アクランド
- フェリックス：ティム・ロス
- イゴール：ティモシー・スポール
- ジョセフ：ピート・ポスルスウェイト
- ハリナ：チェリー・ルンギ（英語版）
- アンナ：ジョアンヌ・ウォーリー
- 司教：デヴィッド・スーシェ

## ディスコグラフィ
ジョルジュ・ドルリューが作曲し演奏されたサウンドトラックCDは、Music Box Recordsレーベルで入手可能である。メインテーマの「Crimes of Cain」は、ジョーン・バエズによって書かれ，演奏された。